# 그레이트베어호

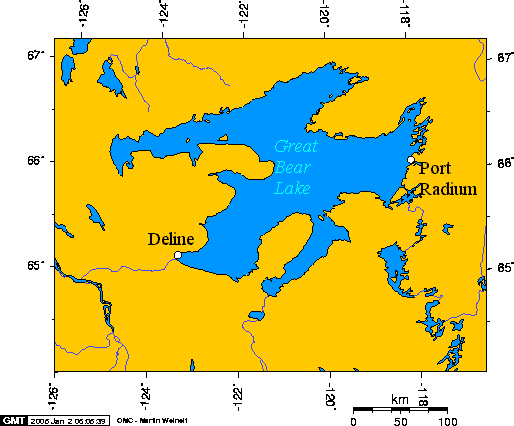
그레이트베어 호

그레이트베어 호(Great Bear Lake, 프랑스어: Grand lac de l'Ours)는 캐나다 내에서 가장 큰 호수로 (미국과의 국경에 위치한 슈피리어호와 휴런호가 더 크다.) 북아메리카에서 세 번째, 세계에서 일곱 번째로 큰 호수이다. 면적은 31,153 km2, 깊이는 446 m이다.